# Prochetodon
Prochetodon is een uitgestorven zoogdier uit de familie Ptilodontidae van de Multituberculata. Dit dier leefde tijdens het Paleoceen en Vroeg-Eoceen in Noord-Amerika.  Prochetodon was een boombewonende omnivoor.

## Soorten
Het geslacht Prochetodon omvat vier soorten: 
- P. cavus was ongeveer 135 gram zwaar. Deze soort leefde in het Laat-Paleoceen en Vroeg-Eoceen en fossielen zijn gevonden in Wyoming.
- P. foxi was met een gewicht van circa 200 gram de grootste soort. Fossiele vondsten zijn gedaan in Alberta, Saskatchewan, North Dakota, Wyoming en Montana en dateren uit het Tiffanian.
- P. speirsae is de oudst bekende soort en leefde in het Vroeg-Tiffanian. Resten van deze soort zijn gevonden in Alberta.[4]
- P. taxus was ongeveer 190 gram zwaar. De soort is bekend van fossielen uit het Clarkforkian van Wyoming, onder meer uit het Clark's Fork-bekken.